# エブリスタ
エブリスタ（英: EVERYSTAR）は、株式会社エブリスタ（英: EVERYSTAR Co.,Ltd.、アムタスの完全子会社）が運営する日本の小説投稿サイト。

## 概要
スマートフォンまたはパソコンから閲覧・投稿できる。サービスは基本的にWebブラウザで提供されるが、スマートフォンにおいてはすべてのサービスを利用できるアプリが提供される（Android版/iOS版）。
無料のコンテンツはプロを目指す作家や個人（クリエイター）の趣味で製作された作品が中心となり、だれでも簡単に投稿も可能となっている。
出版社の協賛により「エブリスタ小説大賞」を行い、優秀作品は協賛出版社より書籍化されている。
有料サービスには、ブラウザ版のみでコンテンツの閲覧に利用できるデジタル図書券「エブリスタ図書券」、クレジットカード利用者向け月額コース「エブリスタEX」、ドコモのスマートフォン向け月額コース「エブリスタW」がある。

## 投稿カテゴリー
- 小説
- イラスト・写真

## 沿革
- 2007年（平成19年）
  - 3月23日 - ケータイゲーム＆SNSサイト「モバゲータウン」内に、ユーザが書いた小説、詩などの作品を投稿できるコーナー「クリエイター」を開設[3][4]。
  - 12月 - 講談社よりモバゲータウンのユーザー投稿作品初の書籍化作品「最愛の君へ。」が発売[5]。
- 2010年（平成22年）
  - 4月1日 - DeNAとNTTドコモの共同出資により株式会社エブリスタが設立[6]。
  - 5月31日 - プレオープン。
  - 6月7日 - 小説・コミック・俳句・短歌・川柳・イラスト・レシピ・写真の総合UGCメディア「E★エブリスタ」をグランドオープン、小説・コミック・エッセイ・スポーツのiモード向け有料コンテンツサービス「E★エブリスタプレミアム」の提供開始[7][8][9]。
  - 11月26日 - スマートフォン・Android用アプリ提供開始。
- 2011年（平成23年）
  - 6月13日 - 会員数が100万人を突破。
  - 7月29日 - モバイルコンテンツ審査・運用監視機構（EMA）のコミュニティ認定サイトとなる。
  - 11月2日 - スマートフォンアプリのダウンロード数が150万を突破。
  - 11月15日 - 『E★エブリスタ 電子書籍大賞』投稿受付開始。
  - 11月29日 - 小説「王様ゲーム」、Mobageでソーシャルゲーム配信開始。
  - 12月17日 - 映画「王様ゲーム」、全国順次ロードショー。
- 2012年（平成24年）
  - 2月1日 - 代表取締役社長に池上真之が就任（池田純は取締役）
  - 5月31日 - 『E★エブリスタ 電子書籍大賞』出版社賞（6作品）、優秀賞（10作品）が決定。授賞式は同年8月22日に渋谷ヒカリエにて開催された。
- 2013年（平成25年）
  - 8月2日 - 小学館クリエイティブグループ・クリエイティブラボとの協業により、WEBコミックレーベル「少年エッジスタ」を創刊[10][11]。
  - 11月8日 - 三交社との協業により文庫小説レーベル『エブリスタWOMAN』を創刊[12]。
- 2014年（平成26年）
  - 4月28日 - 講談社ヤングマガジン編集部との協業により、WEBコミックレーベル「ヤングマガジン海賊版」（後のeヤングマガジン）を創刊[13]。
  - 5月1日 - NTTドコモ月額メニュー「ヤングマガジン海賊版」と 「E★エブリスタW」（後のエブリスタW）を開設[13]。
  - 8月2日 - 「エッジスタコミックス」（紙単行本の発行・発売元は小学館クリエイティブ、電子書籍版の発行はエブリスタ）を創刊[14]。
  - 10月 - TBSラジオのエブリスタ提供番組「AKB48木﨑ゆりあ 2014年のシンデレラ」、「エブ★ラジ 夜の連続スマホ小説」にてE★エブリスタ発の作品のラジオドラマを放送開始[15]。
- 2015年（平成27年）10月 - TVアニメ「櫻子さんの足下には死体が埋まっている」が放送開始[16]。
- 2016年（平成28年）
  - 4月4日 - 集英社との協業による小説レーベル「jBOOKS×エブリスタ」を公開開始[17]。
  - 6月14日 - 6周年を機にサービス名を「エブリスタ」に改称[18][19]。
  - 8月8日 - Mobageの小説・コミック・イラスト・レシピコーナーを終了し、エブリスタへ一本化[20]。
  - 12月 - 短編小説レーベル「5分シリーズ」を電子書籍及びプリント・オン・デマンドサービスにて刊行開始[21]。
- 2017年（平成29年）
  - 4月 - 河出書房新社より短編小説レーベル「5分シリーズ」が書籍化[22]。TVドラマ『櫻子さんの足下には死体が埋まっている』が全国フジテレビ系にて放送開始[23]。
  - 5月15日 - コミックエッセイレーベル 「コココミ」を創刊[24][25]。
  - 6月14日 - エイベックス・ピクチャーズ及び松竹と共同で新作開発プロジェクト「エブリスタジオ」を創設[26]。
- 2018年（平成30年）
  - 2月1日 - 双葉社との共同出資会社「DEF STUDIOS株式会社」を設立[27]。
  - 3月5日 - 物書きのためのWebメディア「monokaki」を創刊[28]。
- 2019年（平成31年）
  - 4月15日 - 大幅リニューアルに伴い、フィーチャーフォン向けサービス、レシピ、俳句（短歌・川柳）、ユーザーによるコミックの投稿サービスの終了、写真とイラストのカテゴリ統合、エッセイの小説テゴリへの統合を実施[29][30][31]。
- 2021年（令和3年）
  - 3月31日 - クレジットカード決済可能な月額コース「エブリスタEX」をリリース[32]。
  - 10月1日 - 光文社との協業によるBLコミックレーベル「光文社BL×エブリスタ」を始動[33][34]。
  - 10月22日 - 双葉社との合弁契約解消に伴い、子会社DEF STUDIOS株式会社を双葉社に譲渡[35][36]。
  - 12月14日 - 電子書籍流通事業者のメディアドゥがDeNAが保有する全株式（70.0％）を取得し、同社子会社となる[37]。
- 2022年（令和4年）3月31日  - メディアドゥがNTTドコモが保有する持ち分（30.0％）を追加取得し、同社の完全子会社となる[38]。
- 2024年（令和6年）
  - 7月2日 - クリエイターの創作活動を応援するための機能「スターギフト」および「エブリスタ創作支援プログラム」をリリース[39]
  - 8月1日 - ジャイブ株式会社から、電子書籍流通及び編集事業を継承[40]
- 2025年（令和7年）
  - 2月28日 - 電子書籍配信サービス「めちゃコミック」を運営する株式会社アムタスがメディアドゥの保有する全株式を取得し、同社の子会社となる[41]
  - 9月12日 - マンガアプリ「ネクストf Lian（リアン）」（Android・iOS）のサービス提供を終了

## 映像化作品

### アニメ化
| 作品                                 | 放送年 | アニメーション制作 | 備考                                 |
| ------------------------------------ | ------ | ------------------ | ------------------------------------ |
| 櫻子さんの足下には死体が埋まっている | 2015年 | TROYCA             |                                      |
| 王様ゲーム                           | 2017年 | セブン             | 前身のモバゲータウンの小説コーナー発 |
| 奴隷区 The Animation                 | 2018年 | ゼロジー×TNK       | 漫画版を原作とするテレビアニメ       |
| 京都寺町三条のホームズ               | 2018年 | セブン             | DEF STUDIOSのIP                      |
| クソゲーって言うな!                  | 2020年 | キャラクション     | DEF STUDIOSのIP                      |
| 魔法使いになれなかった女の子の話。   | 2024年 | J.C.STAFF          |                                      |

### 実写ドラマ化
| 作品                                 | 放送年 | 制作                              | 備考                                                                       |
| ------------------------------------ | ------ | --------------------------------- | -------------------------------------------------------------------------- |
| 恋人契約～運命の人～                 | 2014年 |                                   | NOTTVの番組「一徹のトライアングル」内で放送                                |
| 溺れる獣と甘い罠                     | 2014年 |                                   | NOTTVの番組「一徹のトライアングル」内で放送                                |
| 偽装結婚？                           | 2014年 |                                   | NOTTVの番組「一徹のトライアングル」内で放送                                |
| キスフレ                             | 2014年 |                                   | NOTTVの番組「一徹のトライアングル」内で放送                                |
| キスで触れて                         | 2014年 |                                   | NOTTVの番組「一徹のトライアングル」内で放送                                |
| シミ。                               | 2014年 |                                   | NOTTVの番組「一徹のトライアングル」内で放送                                |
| 櫻子さんの足下には死体が埋まっている | 2017年 | フジテレビ、共同テレビ            |                                                                            |
| Perfect Crime                        | 2019年 | ABCテレビ                         |                                                                            |
| 私の夫は冷凍庫に眠っている           | 2021年 | テレビ東京、テレビ東京制作        |                                                                            |
| にぶんのいち夫婦                     | 2021年 | テレビ東京、TBSスパークル         |                                                                            |
| liar                                 | 2022年 | 「liar」製作委員会、毎日放送      |                                                                            |
| 悪魔はそこに居る                     | 2023年 |                                   | 動画配信サービス「Paravi」での配信                                         |
| 癒やしのお隣さんには秘密がある       | 2023年 | 日本テレビ                        | ウェブ小説の題名は「癒やしのお隣さん」。ドラマはコミカライズの題名と同一。 |
| 結婚予定日                           | 2023年 | 「結婚予定日」製作委員会・MBS     |                                                                            |
| インターホンが鳴るとき               | 2023年 | テレビ大阪、ホリプロ              |                                                                            |
| いきなり婚                           | 2025年 | 日本テレビ、AX-ON、アバンズゲート | ウェブ小説の題名は「いきなり婚-目覚めたら人の妻?!-」                       |

### 実写映画化
| 作品                  | 公開年 | 配給                     | 備考                                 |
| --------------------- | ------ | ------------------------ | ------------------------------------ |
| 王様ゲーム            | 2011年 | BS-TBS                   | 前身のモバゲータウンの小説コーナー発 |
| 奴隷区 僕と23人の奴隷 | 2014年 | ティ・ジョイ             |                                      |
| 通学シリーズ 通学電車 | 2015年 | ポニーキャニオン         |                                      |
| カラダ探し            | 2022年 | ワーナー・ブラザース映画 |                                      |

## コンテスト
エブリスタ独自のコンテストを多く開催している。また、複数の出版社、企業とも多彩な文学賞を多数開催している。
三行から参加できる 超・妄想コンテスト
通称「妄コン」。エブリスタオリジナルのコンテスト。定期的に行われる。名前の通り、100文字（三行程度）で応募することができ、文字数は100文字〜8000文字となる。妄想を炸裂させた文章を募集している。前回のコンテストで次回のテーマが発表され、ジャンルは不問。2019年4月13日、妄コン100回目の応募が開始された。それに伴い、賞典も追加された。
未完結でも参加できる 執筆応援キャンペーン
エブリスタオリジナルのコンテスト。ほぼ定期的に行われ、回ごとにテーマが発表される。妄想コンテストと違い、募集期間を過ぎて未完結であっても応募ができる。
次に読みたいファンタジーコンテスト
ファンタジー書評家「三村美衣氏」と物書きメディア「monokaki」と共に開催する。ほぼ定期的に行われ、回ごとにテーマが発表される。応募要項は、文字数以外執筆応援キャンペーンと同様。
yom yom短編小説コンテスト
ジャンルは自由。受賞すると、新潮社の文芸誌「yom yom」に作品が掲載され、yom yom編集長からの作品講評がつく。また募集期間中、yom yom編集長がTwitter上に寄せられる創作活動に関する質問に答える。
エブリスタ小説大賞
複数の出版社と共同して開催するコンテスト。回により参加レーベルは異なる。
「恋」短編コンテスト
角川ビーンズ文庫と共同の小説賞。回ごとにテーマが発表される。
氷室冴子青春文学賞
特定非営利活動法人氷室冴子青春文学賞（本部：北海道岩見沢市）と主催の小説賞。青春をテーマにした小説を募集。
伊佐市文学賞
エブリスタとSANKYOと鹿児島県伊佐市がコラボして立ち上げたプロジェクト「まちぶんin鹿児島県伊佐市」。鹿児島県伊佐市を舞台にした作品を募集。
-新人作家養成プロジェクト- バディ小説大賞
文藝春秋と共同の小説賞。新人作家を育成するプロジェクト。
Project ANIME
2020年を代表するアニメ作品の創出を目指すプロジェクト。新人作家を育成するプロジェクトの元、立ち上げられた。
スターツ出版文庫大賞
スターツ出版文庫と共同の小説賞。ジャンルは恋愛部門、ほっこり人情部門。
双葉社からデビュー賞
双葉社と共同の小説賞。キャラクター小説を募集。ジャンルは不問。
シリアスゲームノベル大賞
レジェンドノベルスと共同の小説賞。30代男性に向けたシリアス・ゲーム性のある小説を募集していた。
エブリスタジオ
斬新な設定、アイデアが含まれるホラー作品を募集。
ジャンル応援キャンペーン
回ごとにジャンルを指定する小説キャンペーン。
別冊フレンド原作賞
別冊フレンドと共同の小説賞。中高生の女の子が憧れるようなラブストーリーを募集していた。
最恐怪談コンテスト
竹書房と共同の小説賞。リアルな怪談を募集していた。
最恐小説大賞
竹書房と共同の小説賞。恐い小説を募集していた。
リアル都市伝説コンテスト
竹書房と共同の小説賞。都市伝説をテーマにしたリアルな怖い話を募集していた。
TOブックス大賞
TO文庫と共同の小説賞。切ない小説を募集。
グランドサマナーズ×エブリスタ小説大賞
グランドサマナーズと共同の小説賞。RPGのダンジョンやシチュエーションを題材にした物語を募集していた。
SKYHIGH文庫賞
三交社SKYHIGH文庫と共同の小説賞。
全国中高生小説コンテスト
中高生のための小説コンテスト。ジャンルは不問。中学生の部、高校生の部で募集していた。
小説野性時代短編コンテスト
KADOKAWAと共同の小説賞。
イラストプレゼント企画
ジャンルは不問。受賞作品にその作品をイメージしたイラストをプレゼントする。
ピュアラブ小説大賞
ポプラ社と共同の小説賞。ピュアでキュンキュンするラブストーリーを募集していた。
ホラー&テラー賞
ヤングマガジンと共同の小説賞。ジャンルは不問。読み手を怖いと思わせられる作品を募集していた。
アニマルノベルコンテスト
猫びよりと共同の小説賞。ジャンルは不問。猫・犬が登場する作品を募集していた。
ダークヒーロー連載漫画原作賞
少年ジャンプと共同の小説賞。刺激的で魅力あふれる作品を募集していた。
裏NovelJamオンラインコンテスト
NovelJamと共同の小説賞。
天下分け目のBL合戦!
複数の出版社と共同の小説賞。出版社によりジャンルは異なる。
オトナのラブストーリー大賞
ティアラ文庫・オパール文庫と共同の小説賞。女性を主人公とした、大人のラブストーリーを募集していた。
週刊文春小説賞
週刊文春と共同の小説賞。インパクトのある短編小説を募集していた。
ノベリスタ大賞
石田衣良が審査委員長を務める小説賞。
新星ファンタジーコンテスト
三村美衣が審査委員長を務める小説賞。
集英社文庫 ナツイチ小説大賞
集英社文庫と共同の小説賞。
めちゃコミック女性向け漫画原作賞
めちゃコミックオリジナルと共同の漫画原作賞。
集英社女性向け3レーベル合同マンガ原作賞
集英社女性向け3レーベル「マンガMee」「ココロマンス」「デジタルマーガレット」と共同の漫画原作賞。